# Dendrobium calceolum
Dendrobium calceolum är en orkidéart som beskrevs av William Roxburgh. Dendrobium calceolum ingår i släktet Dendrobium, och familjen orkidéer.
Artens utbredningsområde är Moluckerna. Inga underarter finns listade i Catalogue of Life.